# Поливода Анатолій Іванович
Анатолій Іванович Поливода (нар. 29 травня 1947, Єнакієве, УРСР — 22 січня 2024) — український баскетболіст, олімпійський чемпіон мюнхенської Олімпіади в складі збірної СРСР, бронзовий призер Олімпіади 1968 року в Мехіко.
Тренувався в добровільному спортивному товаристві «Авангард» (Київ).
Крім олімпійських здобутків Поливода також ставав в складі збірної Радянського Союзу чемпіоном світу в 1967 році й чемпіоном Європи в 1967, 1969 та 1971 роках. Чемпіон Радянського Союзу в 1967 році.
Завершивши кар'єру баскетболіста, працював у Київському державному університеті.

## Статистика
1. 1 2  FIBA database
2. ↑  Пішов з життя чемпіон Олімпіади-72 з баскетболу Анатолій Поливода, Укрінформ, 22.01.2024

Статистика виступів на Олімпійських іграх:
| Команда | Турнір  | Ігри | Очки | Ср.   |
| ------- | ------- | ---- | ---- | ----- |
| СРСР    | ОІ-1968 | 9    | 101  | 11,22 |
| СРСР    | ОІ-1972 | 8    | 78   | 9,75  |
| Усього  | 2       | 17   | 179  | 10,53 |